# Мерсер, Мик
Мик Ме́рсер (англ. Mick Mercer; род. 1958) — британский журналист, музыкальный критик, фотограф и автор исследований, посвящённых сути субкультуры готов и истории её развития.

## Биография
Родился в 1958 году. Получил образование в колледже Спелторн в Эшфорде, графство Суррей, который окончил в 1975 году.
В 1976 году начал издавать собственный фэнзин Panache, который был посвящён музыке и субкультуре панков и выходил вплоть до 1992 года. С 1982 по 1987 годы работал в музыкальном журнале ZigZag, а также сделался постоянным автором известного издания Melody Maker. В настоящее время выпускает собственный онлайн-журнал The Mick.
Дебютировал как писатель в 1988 году, опубликовав «Чёрную книгу готик-рока» — своё первое исследование готической музыки и субкультуры. С 1991 по 2010 годы выпустил ещё несколько книг, посвящённых истории, развитию и современному состоянию готической субкультуры, из которых наибольшую известность получила «Готическая библия» (1997). В дополнение к некоторым своим книгам Мик Мерсер выпустил также музыкальные компиляции, составленные из композиций известных готических групп. Последняя книга Мерсера, «Готическая солидарность», в которой собраны сделанные им фотографии наиболее значимых представителей готик-сцены, вышла в 2010 году.